# Tom Clancy's Ghost Recon: Shadow Wars
Tom Clancy's Ghost Recon: Shadow Wars est un jeu de stratégie au tour par tour sorti en 2011 sur Nintendo 3DS, développé par Ubisoft Sofia sous la supervision de Julian Gollop. Il est à ce jour le seul jeu de la série Ghost Recon disponible sur une console portable Nintendo.

## Accueil
- Jeuxvideo.com : 14/20[1]